# Jiulong (yack)
Pour les articles homonymes, voir Jiulong.
La Jiulong est une race de yack originaire de Chine.

## Origine

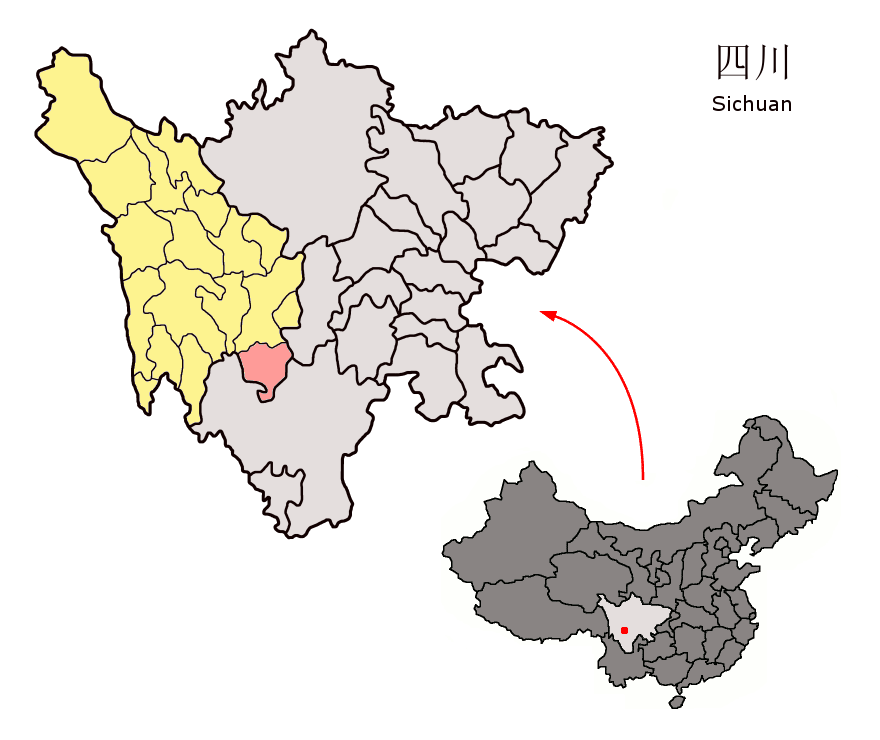
Berceau de la race : Région de Jiulong (en rose), province du Sichuan, dans le sud-ouest du pays.

La race Jiulong est native de Jiulong, dans la province chinoise du Sichuan.

## Description
Le taureau Jiulong toise à 138 cm au garrot pour un poids de 593 kg. La vache, plus petite, mesure 116 cm pour 314 kg. Les deux portent des cornes et sont souvent de couleur noire unie, couleur la plus présente ; mais 25 % des animaux peuvent être blanc et noir, pie ou moucheté.

## Élevage
Comme toutes les races de yacks chinoises, le Jiulong est élevé pour une production mixte. Il sert aussi bien au transport (selle et bât) qu'à la production de viande, de lait, de fibres (poils) et de fumier.
La vache donne naissance à un seul veau pesant entre 15 et 16 kg à la naissance, et peut produire jusqu'à 347 kg de lait durant sa lactation de 150 jours. La moyenne journalière est de 2,31 kg de lait. Comparé au lait d'autres races, celui du Jiulong est plus riche en matières sèches et en matières grasses mais plus faible en protéines et lactose.
Pour la production de viande, les animaux sont abattus au début de l'hiver, période où leur poids est le plus important. Sa viande est composée de 2,5 % de lipides et de 19,8 % de protéines.

### Sélection

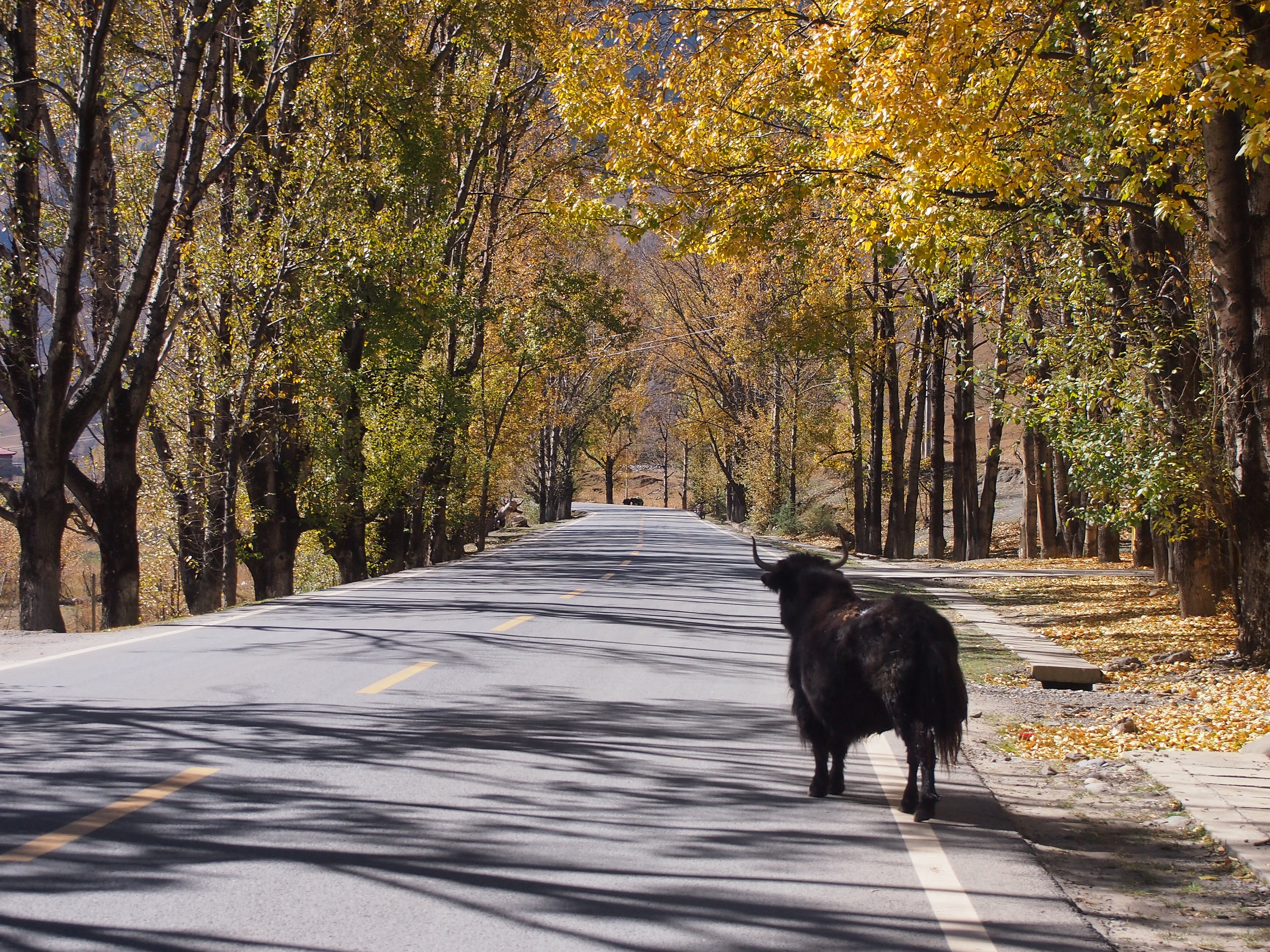
Yack à Kangding, dans le Sichuan.

Contrairement aux races de Bos taurus, celles de yacks sont peu étudiées. La Chine a vraiment commencé à mettre en place un travail d'études et de sélection dans les années 1980. Historiquement, les éleveurs de Jiulong ont évité d'introduire du sang d'autres races pendant plusieurs siècles. La Jiulong a ainsi été protégée au niveau génétique. Une étude sur des marqueurs microsatellites de l'ADN du Jiulong et quatre autres races de yacks chinoises (dont la Maiwa, autre race du Sichuan), a démontré une faible différence génétique selon les populations mais a permis de classer la Jiulong dans un clade différent des quatre autres races.
Pour la race Jiulong, une station de recherche avec 412 animaux reproducteurs et un programme standardisé ont été mis en place dans les années 1990.